# سانتانا (فرقة موسيقية)
سانتانا (بالإنجليزية: Santana)‏ هي فرقة روك لاتيني تأسست في سان فرانسيسكو في أواخر الستينات من قبل كارلوس سانتانا. حظيت الفرقة لانتباه العامة بعد ادائها لأحد الأغاني في مهرجان وودستوك عام 1969. فازت الفرقة بثمان جوائز غرامي. باعت سانتانا أكثر من 90 مليون ألبوم في جميع أنحاء العالم ما يجعلها واحدة من الفرق الأكثر مبيعاً في اتاريخ.

## روابط خارجية
- سانتانا على موقع IMDb (الإنجليزية)
- سانتانا على موقع الموسوعة البريطانية (الإنجليزية)
- سانتانا على موقع ميوزك برينز (الإنجليزية)
- سانتانا على موقع رولينغ ستون (الإنجليزية)
- سانتانا على موقع أول ميوزيك (الإنجليزية)
- سانتانا على موقع ديسكوغز (الإنجليزية)